# Tregolwyn
Tregolwyn (En anglès Colwinston) és una vil·la situada al county borough de Bro Morgannwg, a Gal·les. Per carretera, aquest poble es troba a 3.9 milles al sud-est del centre de Bridgend, i a 20.5 milles a l'oest del centre de Cardiff. La població de Tregolwyn, el 2005, era d'aproximadament uns 500 habitants. La novel·lista Agatha Christie va ser una visitant freqüent de la vil·la, on els seus descendents encara hi viuen, a l'antiga casa de Pwll-y-Wrach.

## Història
La importància històrica de la vil·la rau en la seva localització, ubicada a mitja milla de l'autopista A48, que és l'antiga Via Júlia Strata Maritima d'època romana. Abans i després assentaments tribals havien establert una àrea de 66 acres com a zones comunes, conegudes com a "Golden Mile Common". Aquesta àrea, situada al costat de la via romana, proporcionava un espar de descans per als viatgers (actualment és una àrea de descans de l'autopista). Ningú coneix l'origen del nom, tot i que és àmpliament acceptat que aquell espai era on els exèrcits es reunien per anar a la guerra, així com el lloc on es retrobaven per rebre l'or aconseguit durant la campanya abans de tornar a casa.
El Glamorgan Yeomanry i els arquers gal·lesos han estat molt ben documentats tant a les batalles d'Agincourt i Crecy, motiu pel qual sembla confirmar-se que aquesta zona era un punt de reunió dels contingents del sud de Gal·les.
L'església normanda de Sant Miquel es creu que va ser construïda, originalment, el 1111. Va ser restaurada el 1879, però va patir un incendi el 1971. El 1811 Nicholas Carlisle l'esmentava en la seva obra A Topographical Dictionary of The Dominion of Wales.
El 1835 es va construir la Capella Presbiteriana de Seion, però es va tancar el 1996; més tard es va convertir en un edifici residencial. El 1843 es va establir l'Església Baptista Ebenezer, i l'edifici va acabar d'edificar-se el 1852. L'últim ministre va ser el Reverend A.E. Powell de Balarat, qui va servir a l'església entre 1905 i 1944, quan l'església va passar a formar part d'una església. Tregolwyn és una de les úniques tres vil·les de Gal·les que no va patir cap baixa durant la Primera Guerra Mundial, i una de les úniques 52 Thankful Villages del Regne Unit. No obstant, Tregolwyn va perdre quatre homes durant la Segona Guerra Mundial, un dels quals va ser el gendre d'Agatha Christie.

## Llocs d'interès

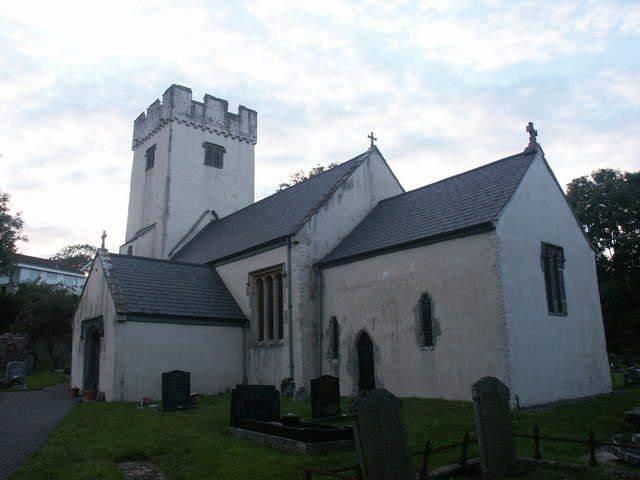
Església de Sant Miquel

Tregolwyn és conegut per l'església medieval dedicada a Sant Miquel i a Tots els Àngels, que va celebrar el seu 900 aniversari el 2011. A prop hi ha, també, l'Escola Primària St David de l'Església de Gal·les, l'Ajuntament, el Village green i el Pub The Sycamore Tree, regentat per l'empresa Brains Brewery. El primer cop que tenim coneixement de l'existència del Pub és el 1650, però podria ser anterior. El maig del 1865 la Philanthropic Order of True Ivorites Friendly Society es va establir al Tyhe Sycamore Tree.
Al creuament de la carretera hi ha una casa datada del segle xvi, davant de la cantonada sud-est del cementiri. A l'edifici hi ha un arc gòtic o Tudor, i és, també, "un dels dos únics amb latrina descoberts a Glamorgan, amb forma de petit armari al costat de la xemeneia."  Diverses altres cases del poble són immobles catalogats.
.

## Cultura
Tregolwyn té el seu propi Consell Comunitari amb set membres electes. L'esdeveniment més important de l'any és el festival de la vil·la, celebrat normalment durant la segona setmana del mes de juliol. Altres esdeveniments anuals són la pantomime i, durant el Dia d'Any Nou, el collyball.
Prop de la vil·la es va construir, l'any 2013, una àrea lúdica multiusos.

## Galeria

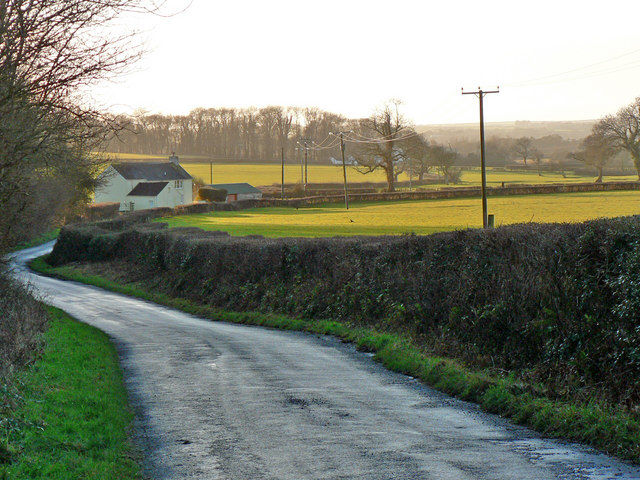
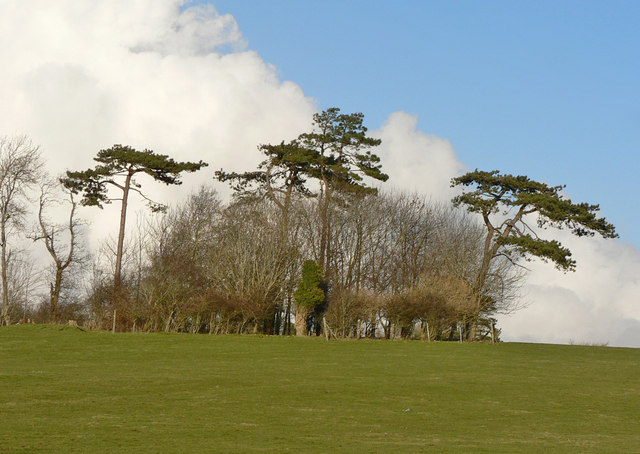
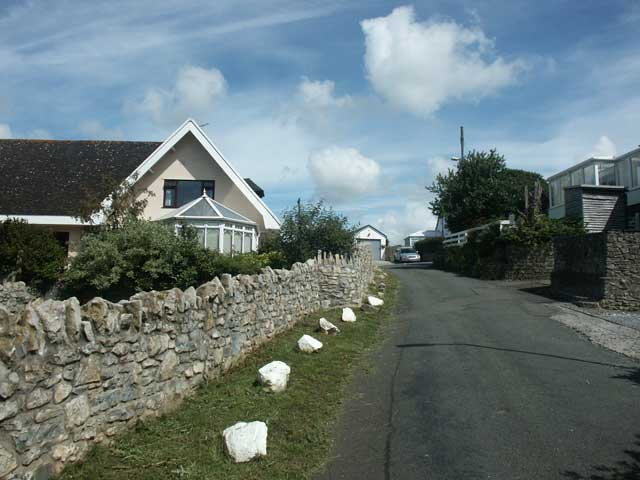
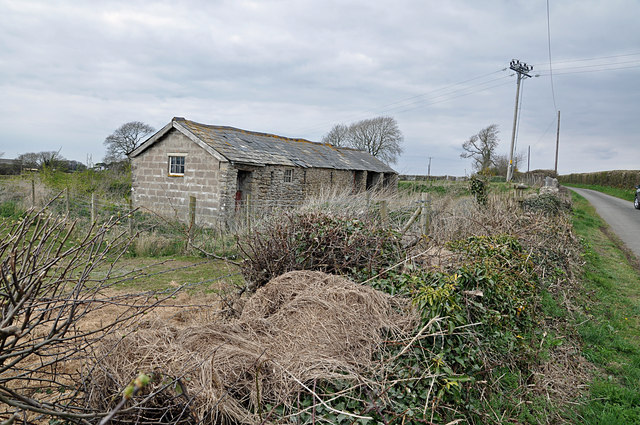
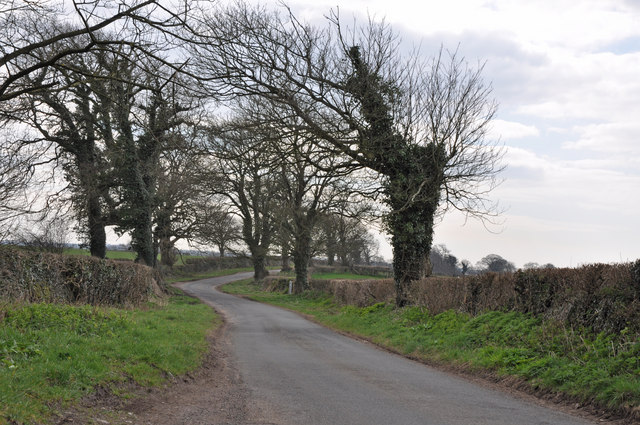